# Liste der Stolpersteine in Burgstädt
Die Liste der Stolpersteine in Burgstädt enthält die Stolpersteine, die im Rahmen des gleichnamigen Kunst-Projekts von Gunter Demnig in Burgstädt im Landkreis Mittelsachsen verlegt wurden. Mit ihnen soll an die Opfer des Nationalsozialismus erinnert werden, die in Burgstädt lebten und wirkten.

## Verlegungen
Eine erste Stolpersteinverlegung fand in Burgstädt im Jahre 2013 statt. Weitere 6 Steine wurden am 12. April 2025 verlegt.

## Liste der Stolpersteine
| Bild           | Adresse                                                | Verlegedatum  | Name, Inschrift | Anmerkung |
| -------------- | ------------------------------------------------------ | ------------- | --- | --------- |
| weitere Bilder | Dr.-Robert-Koch-Straße 24 (Lage)                       | 12. Apr. 2025 | Hier wohnte Max Moserth Jg. 1907 Zeuge Jehovas Kriegsdienst verweigert Verhaftet 1939 Torgau-Brückenkopf Reichskriegsgericht Berlin Hingerichtet 27.6.1942 Brandenburg-Görden |           |
|                | Göppersdorfer Straße 140 (Lage)                        | 12. Apr. 2025 | Hier wohnte Kurt Herbert Dathe Jg. 1909 Seit 1917 in mehreren Heilanstalten ‘Verlegt‘ 19.8.1940 Pirna-Sonnenstein Ermordet 19.8.1940 ‘Aktion T4‘                              |           |
|                | Heimstättenstraße 9 · 09217 Burgstädt OT Herrenhaide · | 25. Sep. 2013 | Hier wohnte Albert Hößler Im Widerstand/KPD verhaftet 1933 Flucht 1933 CSR 1937 Spanien Int. Brigaden 1937–1939 von Gestapo ermordet 1942                                     |           |
|                | Lindenstraße 3 (Lage)                                  | 12. Apr. 2025 | Hier wohnte Willi Königsberger Jg. 1885 ‘Schutzhaft‘ 1938 KZ Sachsenhausen Flucht 1939 Irland                                                                                 |           |
|                | Lindenstraße 3 (Lage)                                  | 12. Apr. 2025 | Hier wohnte Gertrud Königsberger Geb. Sachs Jg. 1892 Flucht 1939 Irland |           |
|                | Lindenstraße 3 (Lage)                                  | 12. Apr. 2025 | Hier wohnte Peter Königsberger Jg. 1921 Flucht 1936 England |           |
|                | Lindenstraße 3 (Lage)                                  | 12. Apr. 2025 | Hier wohnte Konrad Königsberger Jg. 1923 Flucht 1939 England USA |           |